# Gmina związkowa Selters (Westerwald)
Gmina związkowa Selters (Westerwald) (niem. Verbandsgemeinde Selters (Westerwald)) – gmina związkowa w Niemczech, w kraju związkowym Nadrenia-Palatynat, w powiecie Westerwald. Siedziba gminy związkowej znajduje się w mieście Selters (Westerwald).

## Podział administracyjny
Gmina związkowa zrzesza 21 gmin, w tym jedną gminę miejską (Stadt) oraz 20 gmin wiejskich:
1. Ellenhausen
2. Ewighausen
3. Freilingen
4. Freirachdorf
5. Goddert
6. Hartenfels
7. Herschbach
8. Krümmel
9. Marienrachdorf
10. Maroth
11. Maxsain
12. Nordhofen
13. Quirnbach
14. Rückeroth
15. Schenkelberg
16. Selters (Westerwald)
17. Sessenhausen
18. Steinen
19. Vielbach
20. Weidenhahn
21. Wölferlingen